# منتخب بلغاريا لكرة السلة للسيدات
منتخب بلغاريا الوطني لكرة السلة للسيدات هو المنتخب الذي يمثل بلغاريا في منافسات كرة السلة الدولية للنساء، والذي يقوم إتحاد بلغاريا لكرة السلة بإدارة شؤونه، يعتبر من أقوى منتخبات أوروبا في كرة السلة حيث تمكن من الفوز ب2 ميدالية أولمبية منها 1 فضية و1 برونزية، كما فاز بمركز الوصيف في كأس العالم لكرة السلة للنساء في سنة 1980 وفاز ببطولة أمم أوروبا لكرة السلة مرة واحدة.

## وصلات خارجية
- الموقع الرسمي